# Eric Fagúndez
Antonio Eric Fagúndez Lima (Bergara, 19 de agosto de 1998) é um ciclista profissional uruguaio que milita nas fileiras do conjunto Burgos-BH.

## Trajetória
Em 2018 destacou ao ganhar uma etapa das Rutas de América. Também se proclamou campeão uruguaio de contrarrelógio em categoria Sub-23. A partir de 2019 começou a competir como amador em Espanha, primeiro com o clube basco Baqué-Ideus-BH para mais tarde unir ao clube galego Alumínios Cortizo em junho do 2021.
Durante a temporada de 2022 distinguiu-se por ser o melhor ciclista amador da Espanha. Destaca sua vitória na Volta a Samora, corrida por etapas do calendário nacional. Durante o verão, uniu-se como aprendiz à equipa continental angolana BAI-Sicasal-Petro de Luanda. Competiu na Volta a Portugal, finalizando no posto 33.
Finalmente converteu-se em profissional em 2023 com a equipa Burgos-BH. Estreiou com a equipa espanhola em fevereiro, na corrida Gran Camiño, desenvolvida em Galiza, culminando na posição 33 na classificação geral. Em março participou em sua primeira corrida WorldTour, a Volta à Catalunha, finalizando a prova na posição 97 da classificação geral.
Em 26 de agosto desse ano converteu-se no terceiro ciclista uruguaio em participar na Volta a Espanha, integrando o octeto do Burgos-BH que tomou a partida em Barcelona.

## Palmarés
- 2023
  - Campeonato do Uruguai Contrarrelógio  [2]

## Resultados em Grandes Voltas e Campeonatos do Mundo
| Corrida            | Corrida            | 2021 | 2022 | 2023 |
| ------------------ | ------------------ | ---- | ---- | ---- |
|                    | Giro d'Italia      | —    | —    | —    |
|                    | Tour de France     | —    | —    | —    |
|                    | Volta a Espanha    | —    | —    |      |
| Mundial em Estrada | Mundial em Estrada | Ab.  | —    | Ab.  |

—: não participa

Ab.: abandono

## Equipas profissionais
- BAI-Sicasal-Petro de Luanda (stagiaire) (08.2022-12.2022)
- Burgos-BH (2023-)